# Venta en garantía
La venta en garantía se configura por la doctrina jurisprudencial en España como aquella relación jurídica en virtud de la cual una persona (fiduciante) transmite en propiedad un determinado bien o derecho a otra persona (fiduciario), pero no con intención de transmitirla sino con el fin de garantizar el pago de una deuda contraída y, por ello, con la obligación por parte del fiduciario de retro-transmitir lo adquirido a su anterior propietario, una vez que éste hubiera cumplido la obligación asegurada (pactum fiduciae).
Cuando se trata de una venta en garantía la causa fiduciae, como es obvio, no es la enajenación llevada a cabo, que solo es aparente, sino el aseguramiento del débito, que se pretende mediante la formalización de una compraventa que convierte al fiduciario solo en propietario formal o aparente, dada su posición principal de acreedor (aparente comprador), en tanto que el fiduciante es el deudor y obligado al cumplimiento de la obligación contraída, que se asegura con la enajenación, actuando en el negocio como aparente vendedor, por lo que el fiduciario lo que ha de pretender es la prestación garantizada, pero sin que acceda a su patrimonio de modo definitivo el derecho de propiedad, al no ser esa la finalidad del negocio concertado, sin perjuicio del derecho de retención que la doctrina jurisprudencial le reconoce, y que puede desembocar en la apropiación definitiva.